# Puente Flat
El Puente Flat (en inglés: Flat Bridge) es un puente de viga en Jamaica que cruza el Río Cobre como parte de la carretera A1, uniendo a la capital, Kingston, con las zonas turísticas de la costa norte de la isla como el río Dunn y Ocho Ríos. Se encuentra al norte de Spanish Town y es uno de los puentes más antiguos del país.
Si bien no se tiene registro exacto de su fecha de construcción, los datos disponibles apuntan inequívocamente a después de 1724.